# Віснапуу
Ві́снапуу (ест. Visnapuu küla) — село в Естонії, у волості Камб'я повіту Тартумаа.

## Населення
Чисельність населення на 31 грудня 2011 року становила 27 осіб.

## Географія
Через населений пункт проходить автошлях 46 (Татра — Отепяе — Санґасте).